# Asthenes perijana
Asthenes perijana е вид птица от семейство Furnariidae. Видът е застрашен от изчезване.

## Разпространение
Видът е разпространен в Колумбия и Венецуела.